# Mazinho Oliveira
Mazinho Oliveira (nacido el 26 de diciembre de 1965) es un exfutbolista brasileño que se desempeñaba como delantero.
Mazinho Oliveira jugó 10 veces y marcó 2 goles para la selección de fútbol de Brasil entre 1990 y 1991.

## Trayectoria

### Clubes
| Club                | País     | Año       |
| ------------------- | -------- | --------- |
| Santos              | Brasil   | 1985-1988 |
| Atlético Paranaense | Brasil   | 1989      |
| Bragantino          | Brasil   | 1990-1991 |
| Bayern de Múnich    | Alemania | 1991-1995 |
| Internacional       | Brasil   | 1994      |
| Flamengo            | Brasil   | 1995      |
| Kashima Antlers     | Japón    | 1995-1999 |
| Kawasaki Frontale   | Japón    | 2000      |
| Bragantino          | Brasil   | 2001      |

### Selección nacional
| Selección | País   | Año       |
| --------- | ------ | --------- |
| Absoluta  | Brasil | 1990-1991 |

## Estadística de equipo nacional
| Selección de fútbol de Brasil | Selección de fútbol de Brasil | Selección de fútbol de Brasil |
| Año                           | Part.                         | Goles                         |
| ----------------------------- | ----------------------------- | ----------------------------- |
| 1990                          | 1                             | 0                             |
| 1991                          | 9                             | 2                             |
| Total                         | 10                            | 2                             |